# پیروفسفریک اسید
پیروفسفریک اسید (به انگلیسی: Pyrophosphoric acid) با فرمول شیمیایی H۴P۲O۷ یک ترکیب شیمیایی با شناسه پاب‌کم ۱۰۲۳ است. که جرم مولی آن ۱۷۷٫۹۸ g/mol می‌باشد. 